# Wandowo (gmina)
Wandowo – dawna gmina wiejska istniejąca w latach 1945–1954 i 1973–1976 w woj. gdańskim, a następnie w woj. elbląskim (dzisiejsze woj. pomorskie). Siedzibą władz gminy było Wandowo.
Gmina Wandowo powstała po II wojnie światowej (1945) na terenie tzw. Ziem Odzyskanych (tzw. IV okręg administracyjny – Mazurski). 25 września 1945 roku gmina – jako jednostka administracyjna powiatu kwidzyńskiego – została powierzona administracji wojewody gdańskiego, po czym z dniem 28 czerwca 1946 roku weszła w skład woj. gdańskiego. Według stanu z 1 lipca 1952 roku gmina składała się z 8 gromad: Bądki, Gilwa, Klasztorek, Krzykosy, Mary, Nowa Wioska, Otoczyn, Rozajny Wielkie i Wandowo. Gmina została zniesiona 29 września 1954 roku wraz z reformą wprowadzającą gromady w miejsce gmin.
Jednostkę reaktywowano 1 stycznia 1973 roku w tymże powiecie i województwie. 1 czerwca 1975 roku gmina weszła w skład nowo utworzonego woj. elbląskiego. 1 lipca 1976 roku gmina została zniesiona przez połączenie z dotychczasową gminą Gardeja w nową gminę Gardeja.